# Lê Văn Hưởng
Lê Văn Hưởng (sinh ngày 1 tháng 1 năm 1962) là một chính trị gia người Việt Nam. Ông từng là Phó Bí thư Tỉnh ủy, Chủ tịch Ủy ban nhân dân tỉnh Tiền Giang.

## Xuất thân
Ông sinh ngày 1 tháng 1 năm 1962, quê quán xã Long Bình Điền, Chợ Gạo, Tiền Giang.

## Giáo dục
Ông có bằng Tiến sĩ chuyên ngành quản trị kinh doanh do Trường Đại học Mở Tp. Hồ Chí Minh cấp và Cao cấp lí luận chính trị.

## Sự nghiệp
Ông đã từng đảm nhiệm qua các chức vụ: Phó Chủ tịch UBND tỉnh Tiền Giang, Bí thư huyện ủy huyện Gò Công Đông, tỉnh Tiền Giang, Giám đốc sở Kế hoạch - Đầu tư.
Ngày 11 tháng 12 năm 2015, Phó Bí thư Tỉnh ủy Lê Văn Hưởng được tín nhiệm bầu giữ chức Chủ tịch UBND tỉnh Tiền Giang thay ông Nguyễn Văn Khang nghỉ hưu theo chế độ.
Ngày 22 tháng 6 năm 2016, tại kỳ họp thứ nhất Hội đồng nhân dân tỉnh Tiền Giang khóa 9 nhiệm kỳ 2016-2021, ông Lê Văn Hưởng được bầu tiếp tục giữ chức Chủ tịch Ủy ban nhân dân tỉnh Tiền Giang. và ông giữ chức đến ngày 11 tháng 12 năm 2020.